# Castilleja lithospermoides
Castilleja lithospermoides är en snyltrotsväxtart som beskrevs av Carl Sigismund Kunth. Castilleja lithospermoides ingår i släktet målarborstar, och familjen snyltrotsväxter. Inga underarter finns listade i Catalogue of Life.